# Sorbus joannis
Sorbus joannis är en rosväxtart som beskrevs av Karpati. Sorbus joannis ingår i släktet oxlar, och familjen rosväxter. Inga underarter finns listade i Catalogue of Life.